# Hemiculter elongatus
Hemiculter elongatus là một loài cá nước ngọt thuộc họ Cá chép. Loài này có nguồn gốc ở các vùng nước nội địa Việt Nam. Nó được mô tả khoa học lần đầu năm 2001 bởi Nguyễn Văn Hảo.